# 科津齊 (特羅斯佳涅齊區)
48°27′27″N 29°7′1″E / 48.45750°N 29.11694°E
科津齊（烏克蘭語：Козинці），是烏克蘭的村落，位於該國西南部文尼察州，由海辛區負責管轄，始建於1600年，面積3.5平方公里，海拔高度184米，2001年人口747，人口密度每平方公里213.43人。